# Oligopleura malachitaria
Oligopleura malachitaria is een vlinder uit de familie van de spanners (Geometridae). De wetenschappelijke naam van de soort is voor het eerst geldig gepubliceerd in 1855 door Herrich-Schäffer.